# The Lord
The Lord – dwunasty singel oraz utwór niemieckiego DJ-a i producenta – Tomcrafta, wydany 21 grudnia 1998 (dokładnie miesiąc po wydaniu dwóch poprzednich singli: Flashback i Powerplant) w Niemczech przez wytwórnię Kosmo Records (wydanie 12"). Utwór nie został wydany na żadnym albumie Tomcrafta. Na singel składa się tylko utwór tytułowy w dwóch wersjach.

## Lista utworów
1. The Lord (Original) (8:31)
2. The Lord (Darkness Rmx) (9:29)